# جيب (تشريح)

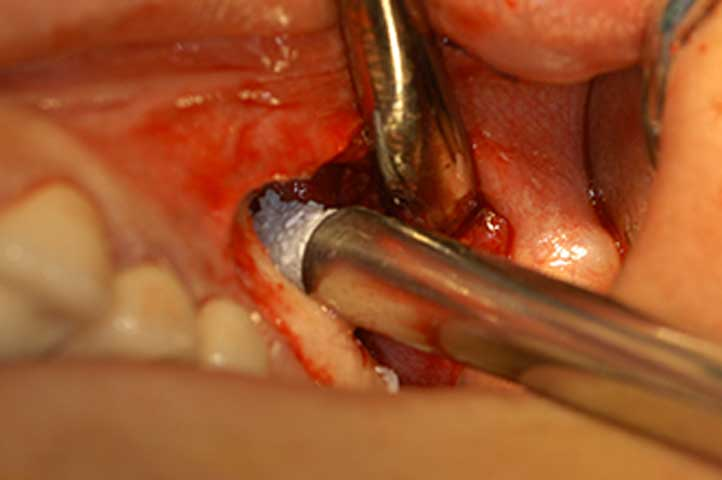

الجيب (بالإنجليزية: Sinus)‏ هو كيس أو تجويف في أي عضو أو نسيج، أو تجويف أو ممر غير طبيعي ناجم عن تدمير الأنسجة. في الاستخدام الشائع، يشير مصطلح «جيب» إلى الجيوب الأنفية، وهي تجاويف هوائية في عظام الجمجمة، خاصة تلك القريبة من الأنف والمتصلة به. معظم الأفراد لديهم أربعة تجاويف مزدوجة تقع في العظام القحفية أو الجمجمة.

## التسمية
كلمة "Sinus" لاتينية الأصل من: (bay: خليج)، (pocket: جيب)، (curve: منحنى)، أو (bosom: جيب). في علم التشريح، يستخدم هذا المصطلح في سياقات مختلفة.
تُستخدم كلمة «التهاب الجيوب» للإشارة إلى أن واحد أو أكثر من بطانات الغشاء الموجودة في تجاويف الجيوب قد أصبحت ملتهبة أو مصابة. ومع ذلك فهي تختلف عن الناسور، وهو مسلك يربط بين سطحين ظهاريين. إذا تُركت دون علاج، يمكن أن تؤثر العدوى التي تحدث في تجاويف الجيوب على الصدر والرئتين.

## الجيوب في الجسم
- الجيوب الأنفية
  - جيب الفك العلوي.
  - الجيب الغربالي.
  - الجيب الوتدي.
  - الجيب الجبهي.
- الجيوب الوريدية الجافوية
  - خط الوسط الأمامي
    - الجيب الكهفي
    - الجيب الصخري العلوي
    - الجيب الصخري السفلي

  - التلم المركزي
    - الجيب السهمي السفلي
    - الجيب السهمي العلوي
      - الجيب المستقيم

  - ملتقى الجيوب
  - جانبي
    - الجيب المستعرض
    - الجيب السيني

  - سفلي
    - الجيب القذالي (القفوي)

  - الجيوب الشريانية
    - الجيب السباتي

  - فراغات خاصة بالأعضاء
    - ردب ضلعي حجابي (جيب الرئة/الحجاب الحاجز، المعروف أيضاً بالجيب الضلعي الحجابي
    - جيب كلوي (مصارف النخاع الكلوي)
    - الجيب التاجي (التقسيمات الفرعية لغشاء التامور)
    - فراغات لمفية
      - الجيب تحت المحفظة (فراغ بين العقدة الليمفاوية والكبسولة)
      - جيوب تربيقية (الفراغ حول انغمادات الكبسولة الليمفاوية)
      - جيوب النخاع (الفراغ بين القشرة اللمفاوية والتصريف اللمفاوي الصادر)

## الجيوب الأنفية
يمكن الإشارة إلى الجيوب الأنفية المزدوجة الأربعة أو تجاويف الهواء على النحو الآتي:
- تجاويف الجيوب الأنفية الغربالية التي تقع بين العينين.
- تجاويف الجيوب الأنفية الجبهية التي يمكن العثور عليها فوق العينين (أكثر في منطقة الجبهة).
- تقع تجاويف الجيوب الأنفية الفكية على جانبي الخياشيم (مناطق عظم الخد).
- الجيوب الوتدية التي تقع خلف العين وتكمن في التجاويف العميقة للجمجمة.

### الوظيفة
وظيفة تجاويف الجيوب الأنفية داخل عظم الجمجمة (الجمجمة) ليست واضحة تماماً. المعتقدات حول وظيفتها المحتملة تشمل:
- تجاويف الجيوب الأنفية تسمح بالرنين الصوتي.
- تساعد على تصفية وترطيب أي هواء يتم استنشاقه عبر الممرات الأنفية وفي إزالة الجسيمات غير المرغوب فيها من تجاويف الجيوب الأنفية.
- تجاويف الجيوب الأنفية تقلل وزن الجمجمة.
- تجاويف الجيوب الأنفية تتيح مساحة لاستيعاب النمو.
- قد تعمل تجاويف الجيوب الأنفية كممتص للصدمات عند الصدمة.

### التهاب الجيوب الأنفية
إذا أصيب واحد أو أكثر من الجيوب الأنفية المزدوجة أو تجاويف الهواء بالتهاب، فإنه يؤدي إلى عدوى تسمى التهاب الجيوب الأنفية. مصطلح «التهاب الجيوب الأنفية» يعني التهاب واحد أو أكثر من تجاويف الجيوب الأنفية. يسبب هذا الالتهاب زيادة في الضغط الداخلي داخل هذه المناطق. غالبًا ما يحدث الضغط في منطقة الخد والعين والأنف على جانب واحد من الرأس (مناطق الصدغ)، ويمكن أن يؤدي إلى صداع شديد.
عند تشخيص التهاب الجيوب الأنفية، يمكن للمرء تحديد تجويف الجيوب الأنفية التي تقع فيها العدوى من خلال المصطلح المُعطى لهذا التجويف. يشير مصطلح التهاب الجيوب الغربالية إلى عدوى في تجويف/تجاويف الجيوب الأنفية الغربالية، يشير التهاب الجيوب الأنفية الجبهية إلى عدوى تحدث في تجويف/تجاويف الجيوب الأنفية الأمامية (الجبهية)، ويستخدم التهاب الغار للإشارة إلى عدوى في تجويف/تجاويف الجيب الفكي بينما يشير التهاب الجيب الوتدي إلى عدوى في تجويف/تجاويف الجيب الوتدي.

#### تصنيف
يمكن أن يكون التهاب الجيوب الأنفية حادًا أو مزمنًا أو متكررًا.
الحادّ: يمكن أن يُشار إلى أي عدوى في الجيوب الأنفية تستمر لمدة ثلاثة أسابيع كالتهاب الجيوب الأنفية الحاد؛ يظهر على الشخص المصاب أعراض مثل الاحتقان، التنقيط الأنفي الخلفي، نتن النَّفَس، سيلان الأنف بالإضافة إلى ضغط الجيوب الأنفية وألم في المناطق المصابة.
المزمن: تمتد هذه العدوى إلى ما بعد فترة الثلاثة أسابيع، وإذا تركت دون علاج يمكن أن تستمر لسنوات. يمكن أن تكون بعض أسباب التهاب الجيوب الأنفية المزمن هي الحساسية التي تم تركها دون علاج أو عدوى بكتيرية أو فطرية في واحد أو أكثر من تجاويف الجيوب الأنفية أو أي اضطرابات حساسية تستهدف وتزيد من حساسية بطانات الأغشية المخاطية التي تحيط بتجاويف الجيوب الأنفية والممرات الأنفية. أعراض التهاب الجيوب الأنفية المزمن هي الصداع المنهك، المخاط أخضر اللون، وانسدادات الأنف الشديدة أو الاحتقان والضغط الشديد الذي يعاني منه الخد والجبهة والصدغ ومناطق العين.
متكرر: هذا النوع من التهاب الجيوب الأنفية متقطع. عادة ما يعاني الشخص من هذا النوع من العدوى عدة مرات على مدار العام مع فترة راحة كاملة تمر بأسابيع أو أشهر بينهما.

#### الأسباب
يمكن أن يكون لعدوى الجيوب الأنفية عدد من الأسباب. الحساسية غير المعالجة هي واحدة من العوامل الرئيسية المساهمة في تطور التهابات الجيوب الأنفية. غالباً ما يعاني الشخص المصاب بعدوى في الجيوب الأنفية من احتقان الأنف مع إفرازات أنفية سميكة وحمى وسعال. يمكن علاج المرضى عن طريق «الحد من التورم أو الالتهاب في الممرات الأنفية والجيوب الأنفية، والقضاء على العدوى، وتعزيز التصريف من الجيوب الأنفية، والحفاظ على الجيوب الأنفية مفتوحة». يمكن علاج التهاب الجيوب الأنفية بالأدوية ويمكن أيضاً التخلص منه عن طريق الجراحة.
سبب آخر لعدوى الجيوب الأنفية هو نتيجة الغزو البكتيري داخل واحد أو أكثر من تجاويف الجيوب الأنفية. أي بكتيريا تدخل الممرات الأنفية وتجاويف الجيوب الأنفية من خلال الهواء الذي نستنشقه، يحاصرها المخاط الذي تفرزه الأغشية المخاطية المحيطة بهذه المناطق. يمكن أن تسبب هذه الجسيمات العالقة تهيجاً لهذه البطانات مما يؤدي إلى التورم والالتهاب. «البكتيريا التي عادةً ما تسبب التهاب الجيوب الأنفية الحاد هي العقدية الرئوية، المستدمية المنزلية، والموراكسيلة النزلية. هذه الكائنات الحية الدقيقة، إلى جانب المكورات العنقودية الذهبية وبعض اللاهوائيات (البكتيريا التي تعيش بدون أكسجين)، تشارك في التهاب الجيوب الأنفية المزمن.» يمكن أن تسبب الفطريات أيضاً التهاب الجيوب الأنفية المزمن.
بعض التشوهات أو الإصابات المرتبطة بالصدمات في تجويف الأنف يمكن أن تجعل من الصعب التصريف الفعال للمخاط من تجاويف الجيوب الأنفية. ثم يُسمح لهذا المخاط بالتطور في هذه المناطق مما يجعل التجويف منطقة مثالية يمكن أن تلتصق بها البكتيريا وتزدهر.

#### توقعات العلاج
عادةً ما يزول التهاب الجيوب الأنفية إذا عولج مبكراً وبشكل مناسب. بصرف النظر عن المضاعفات، فإن التوقعات لالتهاب الجيوب الأنفية البكتيرية الحاد جيدة. قد يصاب الأشخاص بالتهاب الجيوب الأنفية المزمن أو يعانون من نوبات متكررة من التهاب الجيوب الأنفية الحاد إذا كانوا يعانون من الحساسية أو إذا كان لديهم أي «أسباب هيكلية أو تشريحية» مما يجعلهم عرضة للإصابة بعدوى الجيوب الأنفية.
ومع ذلك فإن التهابات الجيوب الأنفية الفيروسية لا تستجيب بشكل جيد للعلاجات التقليدية مثل المضادات الحيوية. عند علاج التهاب الجيوب الأنفية الفطرية، عادة ما يتم إعطاء مبيد فطري مناسب.